# Stadsbus

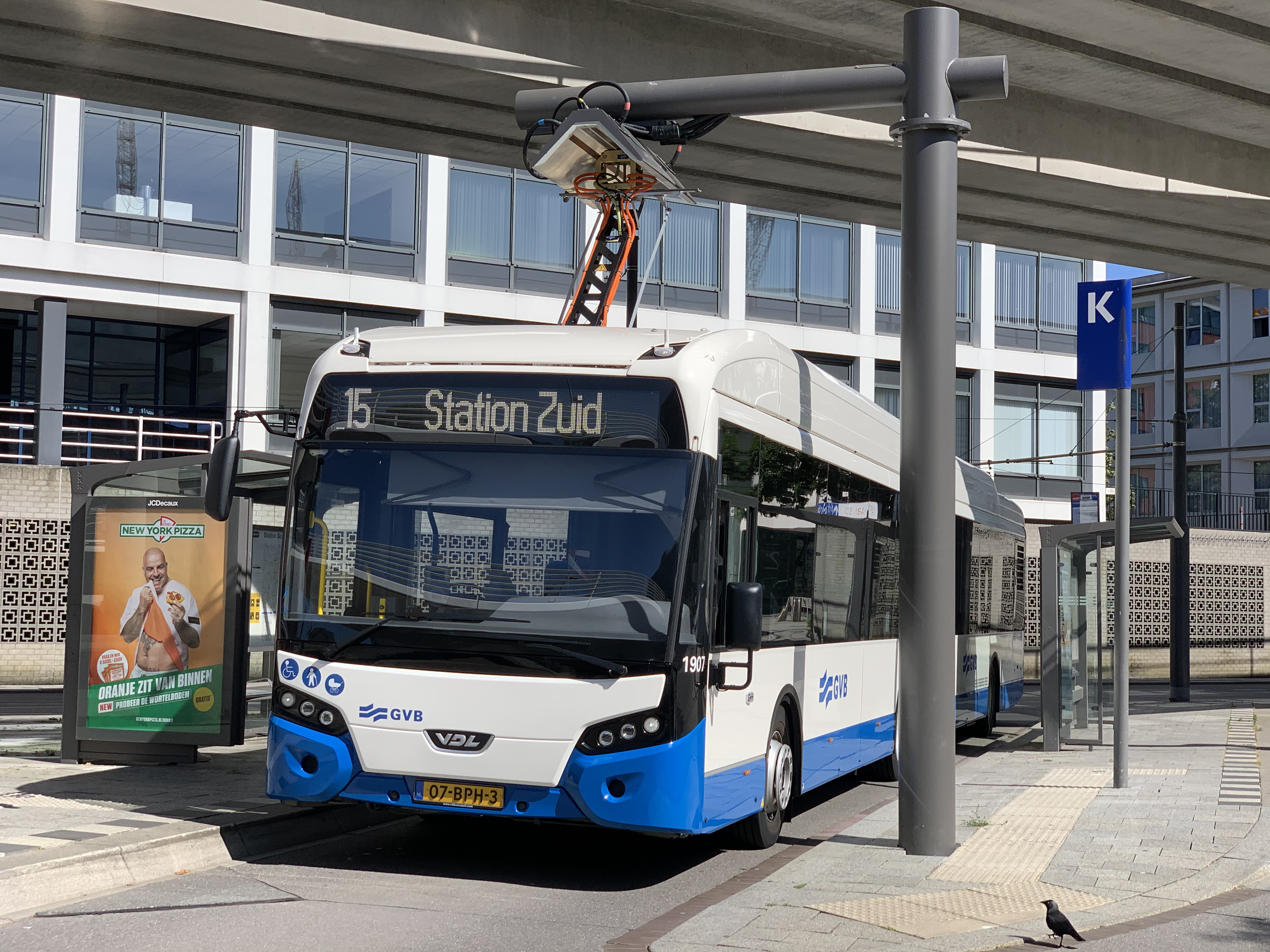
Een Amsterdamse elektrische stadsbus staat op te laden bij een halte.

Een stadsbus is een bus die bijzonder geschikt is om in te zetten op stadslijnen. Stadsbussen hebben minder zitplaatsen en meer staanplaatsen in vergelijking tot streekbussen en zijn daardoor geschikt voor kortere afstanden. Zo heeft een 12-meterbus zo'n 30 zitplaatsen en voorin vaak 2+1- of 1+1-stoelopstelling. Achterin is er vaak een 2+2-stoelopstelling. De stadsbus heeft meestal ook meer of bredere deuren dan een streekbus. Tegenwoordig  worden stadsbussen meestal met een lage vloer afgeleverd. Voor de komst van de lagevloerbussen, had een stadsbus al, in tegenstelling tot de streekbus, een vlakke vloer. De trolleybus en de brandstofcelbus zijn vrijwel altijd stadsbussen.
Zowel in Nederland als België (maar ook in andere landen) werden stadsbussen vaak gemaakt naar een "standaard" ontwerp. In Nederland werd dat gedaan onder de CSA van 1966-1988. In die periode verscheen de bekende wijnrode bus in het Nederlandse straatbeeld. Later werden deze vervangen door een nieuw tomaatrood type. Rond 1990 stapten veel busmaatschappijen af van het standaardbusconcept. Vanaf dat moment voerden de busmaatschappijen ook hun eigen kleurstelling. Toch zijn ook nu nog dezelfde bustypen in verschillende steden van Nederland te vinden.

## Lage vloer
Vrijwel alle nieuwe streekbussen hebben geheel of gedeeltelijk een lage vloer. Hierbij wordt onderscheid gemaakt tussen low-floor en low-entry. Een low-floorbus heeft een lage vloer over de gehele lengte van de bus, een low-entrybus heeft een lage vloer bij de deuren en daartussen, met in het achterste gedeelte een verhoogde vloer. Verschillende busbouwers plaatsen alle zitplaatsen in een low-floor- of low-entrybus echter wel weer op een verhoging, waardoor het instapgemak ervoor zorgt dat het lastiger wordt te gaan zitten. Het is door de wielbakken (de spatborden van de wielen) overigens haast onmogelijk om álle zitplaatsen op de lage vloer te plaatsen. Voor rolstoelers is een rolstoelplank aanwezig (manueel of elektrisch te bedienen).
Sinds 2017 zijn vrijwel alle nieuwe stadsbussen voorzien van wifi via 4G en USB 3.0 A aansluitingen om hierbij een gsm of smartphone bij elke zitplaats op te laden.